# トマヤガイ科
トマヤガイ科（とまやがいか・苫屋貝科）、学名 Carditidae は、異歯亜綱トマヤガイ目に含まれる二枚貝の科である。異歯亜綱の中ではとても古い時代に分化したことから原始異歯類 Archiheterodonta に分類される。貝殻の鉸歯部は歯板が厚く、2主歯を持つ。前後に閉殻筋はあるが、套線の湾入は認められない。鰓は弁鰓型。貝殻外面に放射肋がある。砂泥底でくらすフミガイ属 Megacardita などのほか、トマヤガイ属 Cardita は異歯亜綱の中ではめずらしく足糸を出して岩礁に付着してくらす。そのためトマヤガイ属は後方への貝殻の伸長が著しく直方体のような形をしている。
学名は本科のタイプ属 Cardita に命名規約で科を表す語尾「-idae」を付したもの。Cardita はギリシア語で心臓（あるいはハート型）を意味する「καρδιά（cardia）」の指小形、もしくは「小さな船」の意。
和名はこの科のうち日本本土に普通に見られるトマヤガイから採られたもので、トマヤガイは粗い彫刻と小さな殻を苫屋（とまや）に見立てた名。

## 下位分類
トマヤガイ科には、以下のような亜科があり、各亜科に属する主な属や種の例と系統分岐図の例を記した。
| 亜科名と貝殻の外観の例 | 各亜科の種の一例・分布の例 |
| ---------------------- | --- |
| Paleocarditinae†       | Chavan, 1969 絶滅した化石種の亜科 |
| Miodomeridinae         | Chavan, 1969 |
|                        | Pleuromeris tridentata 北米東岸 右殻に強い主歯1個、左殻に主歯2個                                                                       |
| Scalariocarditinae     | D .E. Pérez, 2019 |
| Cyclocardia            | Conrad, 1867 |
|                        | Cyclocardia borealis タイセイヨウマルフミガイ 北米東岸大西洋寒流域                                                                     |
| 図は文献参照           | Cyclocardia compressa Reeve, 1843 チリ、バルパライソ、36-109m。                                                                        |
| Cuninae                | Chavan, 1969 |
| 図はweb参照            | Cuna carditelloides (Suter, 1911) ニュージーランド産, 3mm 前後が対称的で背縁が直線的。                                                 |
| Calditellinae          | Kuroda, Habe & Oyama, 1971 ⇒ Condilocardiinae                                                                                          |
| Condylocardiidae       | F. Bernard, 1896 Calditidaeの外の科。                                                                                                  |
| 図は文献参照           | Calditella Smith, 1881 チリ産, 約4mm, 後鰓の幅が狭い。                                                                                 |
| 図は文献参照           | Calditopsis Smith, 1881 チリ産, 約4mm, 後鰓が無い。                                                                                    |
| Thecaliinae            | Dall, 1903 |
| 図は文献参照           | Thecalia H. Adams & A. Adams, 1857 南アフリカ産 貝殻内に保育用の小室を持つ。                                                           |
| Carditinae             | A. Férussac, 1822 トマヤガイ亜科 |
|                        | Cardita Bruguière, 1792 トマヤガイ属 足糸を出して潮間帯の岩礁に固着する。 貝殻は後方へ伸びる。 図はCardita calyculata Linnaeus, 1758。 |
| Carditamerinae         | Chavan, 1969 |
|                        | Carditamera affinis (G. B. Sowerby I, 1833) フナガタトマヤガイ メキシコ西岸からペルー                                                  |
| 図は文献参照           | Centrocardita alticostata Chino, Sasaki & Amano, 2024 オガサワラシロフミガイ 小笠原諸島父島沖、水深140m                                |
| Venericardiinae        | Chavan, 1969 |
|                        | Cardites floridanus Conrad, 1838 フロリダトマヤガイ メキシコ湾など                                                                     |
| 図はweb参照            | Megacardita ferruginosa フミガイ 房総半島以南、水深約100m 歯板は厚く、鉸歯は強い。                                                     |
|                        | Venericor planicosta† オランダ、始新世                                                                                                 |

## 化石
Cyclocardiaマルフミガイ属の化石は鮮新世-更新世(約1Ma)の大桑・万願寺(おんままんがんじ)動物群から化石が見つかっており、当時の日本海の寒冷化や寒流の南下と関係がある。また印西市の木下貝層(きおろしかいそう:0.12Ma)からもトマヤガイ科の化石が見つかっている。